# 小行星8405
小行星8405  (Asbolus，发音为/ˈæzbələs/)，中文翻譯為飛龍星，是一顆半人馬小行星，也就是說它是一顆冰小行星，或視軌道介於木星和海王星之間的小行星。它是在太空監視計畫下，於1995年4月5日被James V. Scotti和Robert Jedicke在基特峰國立天文台發現，臨時的編號為1995 GO，正式的名稱為，是希臘神話中半人馬族的成員Sooty（希臘文為烏燕鷗，一種黑色的鳥）。

## 特性
史匹哲太空望遠鏡在2007年的觀測的結果，經過計算得到直徑大約是84 ± 8公里。

### 新的坑洞
迄今仍沒有可供解析的影像，但是在1998年，經由哈伯太空望遠鏡以光譜分析期組成，發現在它的表面有新生成的，年齡不超過一千萬年的撞擊坑 。因為表層的冰長期曝露在太陽輻射和太陽風下会逐渐变暗，因此半人馬小行星的顏色都是黑暗的。但是，新生成的撞擊坑會將地下的冰被抛至表面，使反射的光量增加，這就是哈伯在飛龍星上檢測到的現象。

## 軌道
半人馬小行星在生命期中會受到大行星短期的動力學攝動。估計飛龍星的半周期為86萬年。飛龍星現在被歸類為SN半人馬小行星，因為它的近日點受到土星的控制，而遠日點受到海王星的控制  。飛龍星目前的近日點是6.8AU，所以也會受到木星的影響。近日點距離小於6.6AU的半人馬小行星會受到木星強烈的影響，而在分類上會歸屬於受到木星控制的半人馬小行星。在經歷約一萬年，飛龍星的近日點可能會在縮短而在分類上成為受到木星控制的半人馬小行星。
要預測飛龍星完整的軌道和數千年的位置是有困難的，因為在已知的軌跡誤差，會受到氣體巨星和彗星噴出的氣體等的攝動而使誤差值被放大。與Nessus比較，目前飛龍星的軌道顯然更為混沌不明。

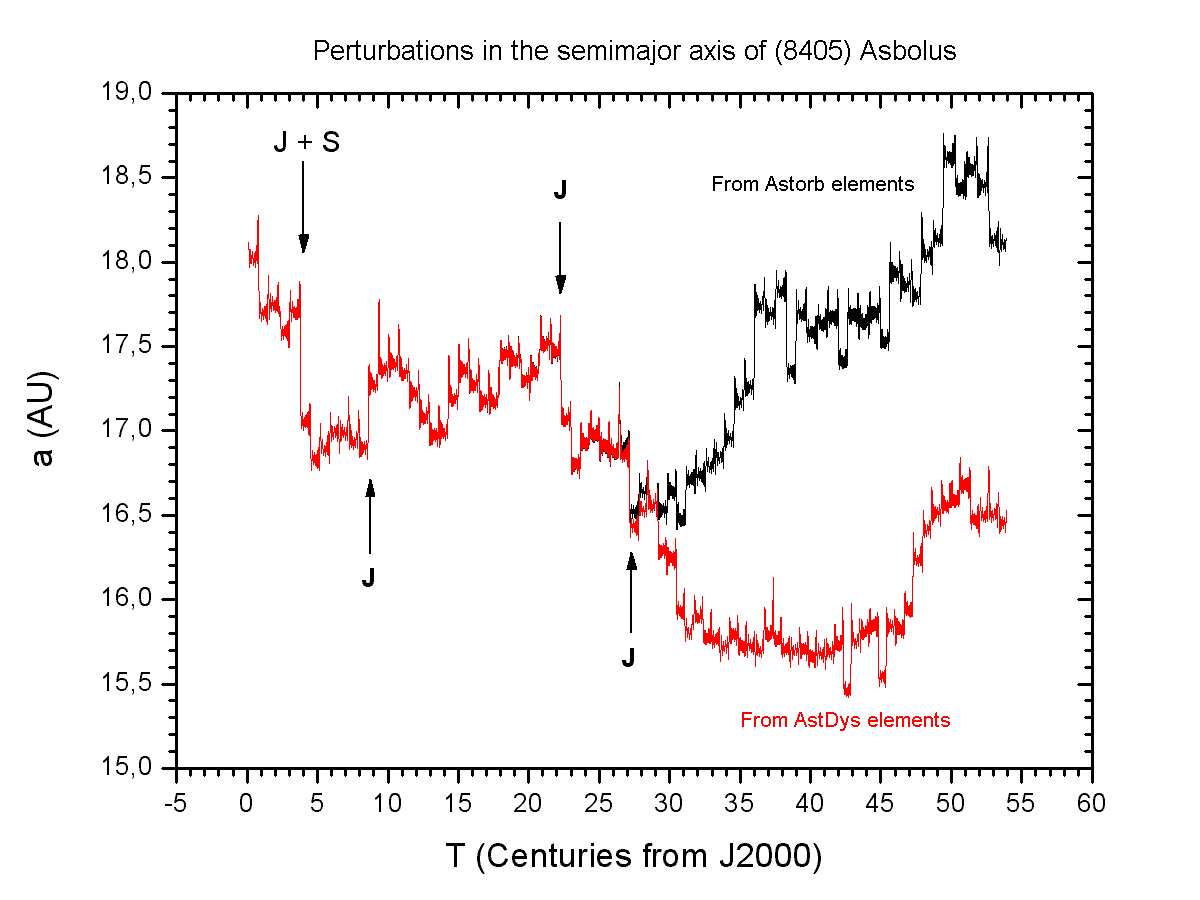
此圖顯示在未來的5500年，半人馬小行星飛龍星半長軸的變化和不穩定性。你可以看見在西元4713（27世紀後）在與木星遭遇後，大幅的分歧成為兩個不同的軌道

## 外部連結
- Orbital simulation from JPL (Java) / Ephemeris （页面存档备份，存于）

| 前一小行星： (8404) 1995 AN | 小行星列表 | 後一小行星： 8406 Iwaokusano |